# New Milford (Pennsylvanie)
Pour les articles homonymes, voir New Milford.
New Milford est un borough situé au nord-est de la partie centrale du comté de Susquehanna, en Pennsylvanie, aux États-Unis,. En 2010, il comptait une population de 868 habitants, estimée au 1er juillet 2020 à 876 habitants. Le borough est incorporé en décembre 1859.

## Démographie
Lors du recensement de 2010, le borough comptait une population de 868 habitants. Elle est estimée, en 2020, à 876 habitants.

### Source de la traduction
- (en) Cet article est partiellement ou en totalité issu de l’article de Wikipédia en anglais intitulé « New Milford, Pennsylvania » (voir la liste des auteurs).